# Brexit без угоди
Brexit без угоди (також званий чистим розривом Brexit) — це потенційний вихід Великої Британії з Європейського Союзу (ЄС) без угоди про вихід. Згідно зі статтею 50 Маастрихтського договору, договори Європейського Союзу припиняють діяти після ратифікації угоди про вихід або якщо минуло два роки після того, як держава-член заявила про своє бажання покинути Європейський Союз. Дворічний період міг бути продовжений за одностайною згодою всіх держав-членів, включаючи державу-член, яка бажала вийти з Європейського Союзу.
Без такої угоди наприкінці періоду, зазначеного в статті 50, право ЄС та інші угоди перестали б застосовуватися до встановлених взаємодій між Великою Британією та рештою ЄС. Крім того, британські взаємодії з країнами, що не входять до ЄС, які регулювалися угодами ЄС з цими країнами, можливо, також потребували перегляду.
Очікувалося, що короткострокові (90-денні) транскордонні туристичні подорожі триватимуть, як і раніше, хоча й з деякими незручностями для розкладу авіації. У той час як торгівля товарами (хоча не послугами) могла б продовжувати працювати за правилами найбільшого сприяння Світової організації торгівлі (СОТ), очікувалося деяке значне порушення встановлених торгових потоків, і Велика Британія та ЄС підготували угоди та (короткострокові) розуміння більш серйозних ризиків, які можуть виникнути. Операція «Жовтий молот» — це кодова назва, яку використовувало Казначейство Її Величності для міжурядового цивільного планування на випадок виходу з ЄС без угоди.
Парламент Великої Британії нарешті ратифікував переглянуту угоду про вихід у січні 2020 року, і Brexit розпочався о 23:00 GMT 31 січня 2020 року (це 00:00 CET 1 лютого). З цього моменту розпочався перехідний період Brexit, щоб дозволити сторонам домовитися про торговельну угоду та дати час для того, щоб підготуватися до наслідків цієї угоди.
24 грудня 2020 року президент Європейської комісії (від імені ЄС) і прем'єр-міністр Великої Британії в принципі погодили проект Угоди про торгівлю та співпрацю між ЄС і Великою Британією. Парламент Сполученого Королівства ратифікував цю Угоду 30 грудня 2020 року, а Європейський парламент ратифікував її наприкінці квітня 2021 року. ЄС і Велика Британія погодилися застосовувати проект угоди з 1 січня 2021 року.

## Події 2019 року
У травні 2019 року спікер Палати громад повідомив, що, незважаючи на те, що вихід без угоди 31 жовтня 2019 року є чинним законодавством, не є гарантією того, що парламент може бути позбавлений права втручатися, якщо він цього забажає.
У липні 2019 року Борис Джонсон став прем'єр-міністром Великої Британії та лідером Консервативної партії. Департамент з питань виходу з Європейського Союзу, який раніше відповідав за переговори щодо Brexit, було переорієнтовано на планування без угоди, з додатковим 1 мільярдом фунтів стерлінгів на фінансування підготовки до Brexit без угоди. Джонсон призначив Майкла Гоува до Кабінету з відповідальністю за координацію планування між урядовими департаментами щодо Brexit без угоди, заявивши, що Гоув «турбошвидшить» підготовку Великої Британії до Brexit без угоди 31 жовтня.
У серпні 2019 року The Guardian повідомила, що британські дипломати вийдуть із засідань ЄС для прийняття рішень «протягом кількох днів», відповідно до планів, розроблених Даунінг-стріт. Ця газета також заявила в тому ж місяці, що будь-яка спроба обійти депутатів може спричинити конституційну кризу. 21 серпня 2019 року Ангела Меркель запропонувала, а Борис Джонсон прийняв пропозицію про те, що британський уряд повинен запропонувати життєздатну альтернативу бекстопу, і того ж дня президент Франції Еммануель Макрон зазначив, що відсутність угоди — це найбільш ймовірний результат Brexit через нездатність Великої Британії прийняти угоду про вихід. В інтерв'ю BBC під час 45-го саміту G7 наприкінці серпня 2019 року Джонсон припустив, що шанси досягти угоди щодо Brexit тепер «доторкнись і продовжуй». Раніше він заявляв, що шанси на вихід без угоди становлять «мільйон до одного». 28 серпня 2019 року міністерство Джонсона відновило переговори щодо угоди про вихід, але поставило як попередню умову те, що ірландський бекстоп має бути скасований, перш ніж це зробити, умова, на яку ЄС заявив, що не погодиться.
30 жовтня 2019 року день, названий у британському законодавстві «днем виходу», було змінено на 31 січня 2020 року о 23:00.

## Прогнозовані наслідки Brexit без угоди
Бюджетні внески та законопроєкт про розлучення
Періодичні внески Великої Британії до бюджету ЄС були б припинені. (У інформаційному документі Палати громад, опублікованому в червні 2016 року, зазначено, що середній чистий внесок за 2013—2017 роки становив 7,9 мільярда фунтів стерлінгів на рік). Угода про вихід, укладена прем'єр-міністром Терезою Мей, включала розуміння того, що Великій Британії буде необхідно сплатити рахунок за «розлучення» у розмірі 39 мільярдів фунтів стерлінгів за попередніми та довгостроковими зобов'язаннями. 25 серпня 2019 року було повідомлено, що команда юристів британського уряду повідомила, що сума до сплати в разі Brexit без угоди становитиме 9 мільярдів фунтів стерлінгів і, можливо, лише 7 мільярдів фунтів стерлінгів.
Економіка
Аналіз Міністерства фінансів Її Величності в 2016 році передбачив, що Brexit без угоди, за якого Велика Британія залишила ЄС і торгувала з ЄС лише на умовах СОТ без будь-яких нових угод, призвела б до зниження ВВП на 7,5 % через 15 років. для Сполученого Королівства (порівняно з тим, якби Велика Британія залишилася членом ЄС).  У квітні 2019 року Міжнародний валютний фонд опублікував аналіз, який показує, що в разі Brexit без угоди протягом 2019 року ВВП Великої Британії буде на 3,5 % меншим до 2021 року, ніж був би, якби угода про вихід була укладена протягом цього року (2019).[джерело?] МВФ також передбачив 0,5 % скорочення ВВП для решти ЄС до 2021 року в результаті Brexit без угоди. У червні 2019 року Управління з питань бюджетної відповідальності опублікувало аналіз, згідно з яким економіка скоротиться на 2 % ВВП до 2021 року, якщо в 2019 році відбудеться Brexit без угоди, але вихід Великої Британії не буде «руйнівним або безладним». 
Економісти з мозкового центру The Policy Exchange розкритикували прогнози Міністерства фінансів, МВФ і ОЕСР за їхню залежність від гравітаційної моделі з, на їх думку, неправильними припущеннями. Зокрема, ці прогнози спиралися на порівняння між, по-перше, середнім приростом торгівлі між країнами ЄС і, по-друге, середнім приростом торгівлі між країнами ЄС та рештою світу. Наприклад, прогноз Міністерства фінансів показав, що торгівля товарами зросла на 115 % більше між країнами ЄС порівняно з торгівлею між ЄС та рештою світу за часовий графік ЄС. Автори вказали на різні проблеми, пов'язані з цим, у тому числі на те, що 115 % було середнім показником для всіх країн ЄС, а аналіз у Великій Британії призводить до значно нижчого значення в діапазоні від 20 % до 30 %, що коливання курсу повинні були зменшити певний вплив це, а також те, що британський експорт до ЄС у відсотках від його загального експорту стрімко падав з 1999 року.
У 2016 році Патрік Мінфорд передбачив, що сценарій «Сама Британія», за яким Британія покине ЄС, торгує з ЄС лише на умовах СОТ і в односторонньому порядку скасує всі мита, призведе до зростання ВВП на 4 % порівняно з тим, де вона була б у іншому випадку, якби Велика Британія залишилася в ЄС. [джерело?]Томас Семпсон, Сваті Дінгра, Джанмарко Оттавіано та Джон Ван Рінен з Центру економічної ефективності розкритикували цей аналіз як заснований на застарілій інформації та аналітичних моделях і невиправданих припущеннях.[джерело?]
У звіті, підготовленому Центральним банком Ірландії в серпні 2019 року, зазначено, що лондонське Сіті «значною мірою не постраждає» від жорсткого Brexit, навіть якщо він матиме «негативний» вплив на решту країни. У звіті говориться, що індустрія фінансових послуг Сіті була достатньо сильною, щоб витримати вплив Brexit без угоди, і залишиться «багатою».
Свобода пересування
Відповідно до Єдиного ринку ЄС свобода пересування дозволяла громадянам ЄС подорожувати, жити та працювати в будь-якій іншій державі-члені. Ця свобода була б обмежена у випадку Brexit без угоди, але на початку вересня 2019 року стало зрозуміло, що міністр внутрішніх справ Пріті Пател оголосить про лібералізацію правил, щоб у разі Brexit без угоди громадяни ЄС прибули та приєдналися до Угоди.[джерело?] Зареєструвавшись до кінця 2020 року, ви зможете залишатися у Великій Британії до 31 грудня 2023 року.[джерело?]
Ірландія
Очікувалося, що Brexit без угоди серйозно вплине на економіки обох частин Ірландії.
Автомобільна промисловість
28 липня 2019 року Groupe PSA (власники Vauxhall Motors) повідомила Financial Times, що Brexit без угоди може, якщо Brexit зробить його збитковим, призвести до закриття її заводу в порту Елсмір[27], що матиме серйозні наслідки для місцевих постачальників. 
Вівчарство
30 липня 2019 року Хелен Робертс з Національної асоціації вівчарства в Уельсі сказала The Guardian, що було б «абсолютно катастрофічно» вийти без угоди та могло б призвести до громадських заворушень серед вівчарів.[джерело?] Мінетт Баттерс, президент Національної спілки фермерів, заявила, що в разі Brexit без угоди не буде ринку для 40 % баранини у Великій Британії.[джерело?] The Guardian також повідомила про дослідження, проведене на замовлення Ради з розвитку сільського господарства та садівництва та Quality Meat Scotland, яке виявило, що комбінований експорт яловичини та овечого м'яса до ЄС міг би скоротитися на 92,5 %, а експортна торгівля ягняти «майже повністю знищена». 
З'явились повідомлення про плани уряду Великої Британії без угоди щодо закупівлі яловичини, баранини та деяких зернових культур із виділенням на це 500 мільйонів фунтів стерлінгів. 
Переможці та ті, хто зазнали невдачі у світовій торгівлі
Велика Британія змогла б укласти нові міжнародні угоди про вільну торгівлю одразу після Brexit без угоди.
Проводячи дослідження впливу на світовий експорт до Великої Британії, директор відділу міжнародної торгівлі та сировинних товарів ЮНКТАД зазначив, що «Brexit — це не лише регіональна справа. Коли Велика Британія відокремиться (від ЄС), це змінить здатність країни, що не входять до ЄС, для експорту на ринок Великої Британії». 
За даними ЮНКТАД, Brexit без угоди міг вплинути на країни третього світу, включно з Африкою. Однак Brexit без угоди міг би принести користь Китаю. Brexit без угоди може, з одного боку, скоротити експорт ЄС до Великої Британії на 34 мільярди доларів і з Туреччини на 2 мільярди доларів, а з іншого — збільшити експорт Китаю на 10 мільярдів доларів і експорт США на 5 мільярдів доларів.
Brexit без угоди мав би негайні наслідки для експорту багатьох країн, що розвиваються, оскільки дослідження ЮНКТАД підвищують ймовірність значного зриву та економічної шкоди для країн, що розвиваються, чий експорт сильно залежить від ринку Великої Британії та/або були тоді бенефіціарами ЄС уподобання.

## Готовність Сполученого Королівства та надзвичайні ситуації

### Операція Жовтий молот
Напередодні передбачуваної дати Brexit навесні 2019 року Департамент з питань виходу з Європейського Союзу (DExEU) і Секретаріат цивільних непередбачених ситуацій розробили плани готовності та плани на випадок надзвичайних ситуацій щодо можливості Brexit «без угоди» під кодовою назвою «Операція Yellowhammer» — надзвичайна ситуація. план координації. У серпні 2019 року повідомлялося, що кабінет міністрів «не зміг підтвердити», що операція «Жовтий молот» залишиться доступною для осіннього Brexit. 18 серпня 2019 року витік інформації показав, що політика продовжує існувати та оновлюється.
Після того, як у липні 2019 року Борис Джонсон став прем'єр-міністром Великої Британії, у плануванні Brexit відбулися зміни. За часів Майкла Гоува було приділено значну увагу підготовці без угоди, а фінансування було приділено.

### Транспортні системи
Станом на 2 квітня 2019 року уряд Великої Британії опублікував 16 публікацій із зазначенням порад щодо автомобільного, залізничного, повітряного та морського транспорту, більшість із яких стосувалися сценарію без угоди.

#### Земельна площа
На транспортне сполучення ймовірно вплинули додаткові процедури, необхідні на перетині кордону, що призвело до можливих вузьких місць і заторів. Деякі заходи були вжиті для пом'якшення наслідків можливих проблем, включаючи додаткову пропускну здатність поромів. Крім того, було підготовлено розширений план «Операція „Брок“», щоб впоратися з додатковими затримками руху на автомагістралі М20 до тунелю під Ла-Маншем і портів під Ла-Маншем, а операція «Фенхель» використовувалася для врегулювання загальної заторів на дорогах у Кенті.
У липні 2019 року було сказано, що будь-які проблеми з операторами поїздів і сертифікаціями машиністів (для експлуатації/продовження обслуговування транскордонних поїздів) необхідно вирішити.
Наприкінці липня 2019 року в заяві під заголовком «Brexit і галузь транспортних перевезень Великої Британії — немає угоди, немає робочих місць, немає їжі», (Британська) асоціація автомобільних перевізників заявила, що «Brexit без угоди створить величезні проблеми для міжнародних автоперевізники — у Великій Британії чи на континентальній Європі».

#### Авіація
Авіація постраждала б особливо, якби Спільний європейський авіаційний простір і Угода про відкрите небо між ЄС і США більше не поширювалися на Велику Британію після Brexit «без угоди», оскільки правила Світової організації торгівлі не поширювалися на цей сектор, маючи на увазі, що наступного дня британський літак не міг приземлитися в аеропорту ЄС. Британський уряд у вересні 2018 року заявив, що в разі відсутності угоди щодо авіації Сполучене Королівство все одно дозволить авіакомпаніям ЄС використовувати британські аеропорти та очікує, що країни ЄС відповідатимуть взаємністю.  Існувала низка інших авіаційних проблем, включаючи загальноєвропейський контроль повітряного руху, угоди про обслуговування з ЄС та іншими країнами, режими безпеки та відносини Великої Британії з Європейським агентством авіаційної безпеки.  Рейси ЄС-Велика Британія не повинні це вплине на деякий час після виходу без угоди [потрібна цитата] за умови поваги ЄС і Великої Британії взаємних прав у цій сфері.[джерело?]
Угоди про відкрите небо після Brexit були досягнуті зі США [джерело?]та Канадою[джерело?] в листопаді та грудні 2018 року відповідно, і вони також діяли б у ситуації «без угоди».

### Кордони
Британський національний контрольно-ревізійний офіс (NAO) підготував звіт Кордон Великої Британії: оновлення щодо готовності до виходу з ЄС у жовтні 2018 року та оновлення в лютому 2019 року. Вони вказують на те, що 11 із 12 критично важливих для кордонів систем будуть під загрозою, якщо вихід без угоди відбудеться 29 березня 2019 року. 

#### Рухи людей
Громадянам ЄС, які в'їжджають до Сполученого Королівства з метою туризму та (деяких) ділових цілей і туризму (і навпаки), не потрібні будуть візи для візитів до 90 днів; однак значні ділові поїздки вимагали б дозволу на роботу для кожної відвіданої країни. Громадянам ЄС і Великої Британії, у яких паспорти менше шести місяців або року, можливо, порадили продовжити їх. Паспорти не вимагалися б між Ірландією та Великою Британією, оскільки вони знаходяться в спільній зоні подорожей. Громадяни Великої Британії не змогли б використовувати канали ЄС в аеропортах ЄС: канали ЄС у британських аеропортах було б перепрофільовано. Міжнародні водійські права та Грін-карта могли вимагатися від британських громадян, щоб їздити в ЄС.

#### Рух товарів
У лютому 2019 року було підраховано, що кількість митних декларацій для товарів, що залишають Велику Британію, зросла б із нинішніх 55 мільйонів на рік до 240 мільйонів.

### Охорона здоров'я
Департамент охорони здоров'я та соціального забезпечення (DHSC) проаналізував ланцюжок постачання, організовані запаси та додаткове холодильне складське приміщення.  Ліки з обмеженим терміном придатності не можна накопичувати; були досягнуті домовленості щодо визначення пріоритетності ліків як ключових товарів, а за потреби надавався чартерний літак.[50] Кожна клініка та лікарня щодня повинні були відповісти на 60 запитань у рамках звіту про ситуацію (ситуаційний звіт), щоб підтвердити, що вони зможуть продовжувати керувати. 26 березня 2019 року міністр DHSC заявив, що він готовий до виходу без угоди.[джерело?]

### Енергія
У разі виходу без угоди енергетичне законодавство ЄС більше не поширюватиметься на Велику Британію. Безперервність поставок була б пріоритетною. Протягом 12 місяців до нових торгових домовленостей мала б бути реалізована тимчасова схема імпорту електроенергії без тарифів.[потрібне цитування][потребує оновлення] Всеірландський єдиний ринок електроенергії більше не діяв би, хоча були окреслені альтернативні торгові домовленості. У березні 2019 року Уряд заявив, що вони переслідуються. 

### Рибальство
Будучи членом ЄС, Велика Британія була частиною спільної рибальської політики, яка, серед іншого, дозволяє рибалкам з інших країн ЄС мати доступ до британських вод (і навпаки). У разі відсутності угоди британський уряд заявив, що, оскільки Сполучене Королівство більше не буде пов'язане спільною рибальською політикою, воно може заборонити доступ рибальським суднам держав-членів ЄС, а у вересні 2018 року DEFRA повідомило, що у зв'язку із забезпеченням дотримання британським рибальським районом передбачається вирішити низку питань, пов'язаних із запобіганням рибному промислу небританськими суднами. ЄС попросив, щоб у разі відсутності угоди надавався короткостроковий доступ суднам ЄС, і Стів Барклі (міністр Brexit) повідомив Спеціальний комітет з питань виходу з Європейського Союзу, що Сполучене Королівство погодилося залишитися в спільній рибальській політиці щонайменше до 31 грудня 2019 року.

### Їжа і вода
У вересні 2018 року DEFRA опублікувала звіт про прогрес у реалізації виходу з ЄС. Був досягнутий прогрес у прийнятті інших країн британських версій експортних гігієнічних сертифікатів, особливо в 15 % країн, що не входять до ЄС, на які припадає 90 % експорту Сполученого Королівства поза ЄС. Існували також занепокоєння щодо недостатня кількість ветеринарного персоналу для обробки експортних гігієнічних сертифікатів. 
У серпні 2019 року стало відомо, що місцеві органи влади планують вийти з ЄС без угоди, передбачаючи ймовірність необхідності змінити законодавчі вимоги, що лежать в основі надання шкільного харчування, наприклад, зробивши його дорожчим або менш здоровим; можливо, навіть повністю відкинувши вимоги.[джерело?] Одна рада також заявила, що «може бути важко задовольнити спеціальні дієтичні вимоги» і що свіжу їжу, можливо, доведеться замінити замороженими та консервованими продуктами, тоді як інша згадала можливість повернення до нормування. 

### Іноземні громадяни
Британський уряд мав намір поводитися з громадянами ЄС, які вже проживають у Великій Британії, як це було запропоновано в проекті угоди про вихід з ЄС, хоча були б деякі варіації. Британський уряд сподівався, що це буде взаємністю для британських громадян у ЄС. ЄС опублікував інформаційний бюлетень із детальною інформацією для британських громадян у ЄС. [джерело?]
У серпні 2019 року Борис Джонсон повідомив, що він хоче, щоб свобода пересування, яка дозволяла громадянам ЄС подорожувати до Великої Британії, була негайно припинена 31 жовтня.[джерело?] Ці правила, що діяли до 31 жовтня, були б замінені новими, більш суворими негласними правилами. 

### Правозастосування
Заступник заступника комісара столичної поліції Річард Мартін заявив, що вихід без угоди означатиме втрату загальноєвропейських інструментів, баз даних і європейського ордера на арешт, що обмежило б можливість затримувати іноземних підозрюваних у Великій Британії та переслідувати британських втікачів у ЄС. Рада керівників національної поліції попросила «видатних осіб» уникати розпалювання гніву і сказав, що 10 000 офіцерів готові до розгортання у Великій Британії на випадок конфліктів між громадянами.

### Банківська справа та фінанси
«Режим тимчасових дозволів» (TPR) був запроваджений для того, щоб у разі відсутності угоди банки Європейського Союзу, страховики та менеджери активів могли просто повідомити британські фінансові регулятори, щоб вони продовжували обслуговувати британських клієнтів.

#### Автострахування
Brexit без угоди зробило б Велику Британію більше не учасником Директиви про страхування автомобілів. Згідно з ірландськими планами підготовки без угоди, британські автомобілісти, які бажають подорожувати до ЄС (і навпаки), мали б мати зелені картки — проблема, яка особливо вплине на ірландський кордон із інтенсивним перетином.  Як наслідок, один мільйон зелених карток було надіслано страховим компаніям і брокерам тільки в Республіці Ірландія в рамках «розважливого попереднього планування» можливого Brexit без угоди. 

### Північна Ірландія
Шинн Фейн протестує проти жорсткого кордону.  Прикордонний контроль після Brexit є суперечливим питанням
У квітні 2019 року найвищий державний службовець Великої Британії заявив, що Brexit без угоди призведе до повернення прямого правління в Північній Ірландії. 
Адміністрація Мей була віддана уникненню «жорсткого» кордону та дотриманню Белфастської (страсної п'ятниці) угоди.  Однак у березні 2019 року повідомлялося, що запропонований підхід міг порушувати інші юридичні зобов'язання та міг бути оскаржений. 
У серпні 2019 року повідомлялося, що було «зрозуміло», що Brexit без угоди може поставити під сумнів питання про кордон між Великою Британією та ЄС на острові Ірландія, що потребуватиме переговорів між Великою Британією та Європейською комісією та/або Ірландський уряд спільно погодить довгострокові заходи, щоб уникнути жорсткого кордону. 
Прогноз, зроблений у серпні 2019 року, передбачав скорочення експорту з Північної Ірландії до Ірландії на 19 % у разі Brexit без угоди.

### Заморські території
ЄС мав намір визначити Гібралтар (за британським законодавством «британська заморська територія») як «колонію британської корони» в проекті закону про безвізові поїздки до ЄС за сценарієм без угоди.

### Національна безпека
Очікується, що вихід із ЄС призведе до серйозних порушень у стосунках із Великою Британією у сфері безпеки та може поставити під загрозу національну безпеку Великої Британії. Труднощі значно зросли б у разі виходу «без угоди». 

### Військові дії
Британські війська в Боснії як частина сил ЄС повинні були бути передані під командування НАТО.
У лютому 2019 року The Times повідомила про плани евакуації королівської родини з Лондона в разі заворушень після Brexit без угоди, однак ні Букінгемський палац, ні Даунінг-стріт, 10 не коментували це повідомлення. 

### Тарифи
13 березня 2019 року Міністерство міжнародної торгівлі оприлюднило деталі тимчасових тарифних ставок, які застосовуватимуться до імпорту, якщо Велика Британія покине ЄС без угоди.  Такий тарифний режим діяв би 12 місяців, потім був би переглянутий. Новий режим збільшив відсоток товарів, які не тарифікувалися, з 80 % до 87 %; Серед продуктів, які стали б безмитними, були джеми, желе та мармелад (зараз 24 %), апельсини (зараз 16 %), цибуля (зараз 9,6 %), горох (зараз 8 %) і телевізори (зараз 14 %). Однак, здавалося, не було жодних причин очікувати, що ці тарифи будуть взаємними, і деякі експортери передбачали повну втрату своїх основних ринків.
22 липня 2019 року міністр торгівлі Ліам Фокс заявив, що це короткострокові перехідні ставки, і слід очікувати їх зміни.

### Ризики, звичні для всіх сфер
У разі виходу «без угоди» існуюче законодавство використовувалося б, наскільки це можливо, для покриття будь-яких важливих заходів на випадок непередбачених ситуацій, але крайнім засобом було використання Закону про цивільні непередбачувані ситуації 2004 року для введення тимчасового законодавства. Британські урядові департаменти заявили, що існуючого законодавства достатньо. 

#### Комунікації
23 березня 2019 року британський уряд скасував комунікаційні ресурси щодо виходу без угоди через те, що він застарів. 
ЄС оголосив, що британські резиденти та підприємства не зможуть зареєструвати або продовжити доменні імена .eu після дати вилучення. 

#### Дані
Британський уряд випустив повідомлення про те, як працював би закон про захист даних, якби Велика Британія вийшла з ЄС без угоди.

### GATT 24
Прихильники Brexit, включаючи Бориса Джонсона, припустили, що у випадку сценарію без угоди можна використовувати пункт 5b статті 24 Генеральної угоди з тарифів і торгівлі, щоб уникнути необхідності (згідно з правилами СОТ) ЄС і Велика Британія застосувати мита до взаємної торгівлі.[джерело?] Цю позицію розкритикували як нереалістичну Марк Карні, Ліам Фокс та інші, оскільки пункт 5c вимагає наявності угоди з ЄС, щоб пункт 5b був корисним, і не охоплює послуги.

## Готовність ЄС
25 березня 2019 року Європейський Союз опублікував прес-реліз, в якому говориться, що він підготувався до все більш імовірного сценарію «без угоди» 12 квітня 2019 року.  Він опублікував 90 повідомлень про готовність, 3 повідомлення Комісії, 19 законодавчих пропозицій і ряд фактів. аркушів для своїх громадян.
Наприклад, це включало дев'ятимісячний тимчасовий захід, щоб дозволити обговорити довгострокове рішення для залізничного сполучення між Великою Британією та континентом.
Були розглянуті різні закони/відмови, в тому числі деякі в рамках роботи, наприклад:
- тимчасово дозволити британським громадянам подорожувати без віз в межах ЄС, якщо Велика Британія мала взаємну домовленість
- дозволити студентам Erasmus закінчити рік/семестр
- виплатити британським бенефіціарам, якщо Сполучене Королівство виконає свої зобов'язання
- платити рибалкам за тимчасову бездіяльність, спричинену Brexit, якщо ЄС не поділився своїми рибними ресурсами з Великою Британією, а Велика Британія з ЄС

### Реконструкція інституцій ЄС
Негайними наслідками виходу (з ратифікованою угодою чи без неї) було припинення членства Великої Британії в Раді Європейського Союзу та Європейській Комісії, а також втрата 73 місць британськими представниками в Європейському парламенті, які були обраний на виборах до Європейського парламенту у Великій Британії у травні 2019 року. Останній вимагав перерозподілу деяких із цих місць між рештою держав-членів відповідно до результатів виборів 2019 року, які враховували Brexit, як було заплановано.[джерело?]

### Транспорт
Транспорт між Великою Британією та ЄС постраждав би від тривалих затримок, які сторони доклали зусиль, щоб зменшити:
- Британські авіакомпанії могли б виконувати рейси між Великою Британією та ЄС до березня 2020 року;[39]
- Eurostar і шаттлу дозволили працювати протягом трьох місяців [40]
- Статус доріг, які перетинають кордон між Північною Ірландією та Республікою Ірландія, залишився неясним. Обидві сторони пообіцяли не запроваджувати знову прикордонний контроль, як того вимагають умови СОТ. [41]

### Галілей
Видалення супутникової навігаційної інфраструктури Galileo зі Сполученого Королівства, Фолклендських островів і Островів Вознесіння знаходиться на завершальній стадії завершення.

## Готовність держав-членів

### Австрія
У разі Brexit без угоди Австрія запропонувала б британським громадянам, які проживають в Австрії, безкоштовну шість місяців відстрочки, щоб подати заяву на дозвіл на проживання в розмірі 160 євро за спрощеними правилами, які не вимагали б володіння німецькою мовою для отримання дозволу на проживання.

### Бельгія
У випадку Brexit без угоди Бельгія розробила двомовний нідерландсько-французький закон, який пропонує перехідний період до грудня 2020 року. Цього разу британські громадяни мали можливість подати заявку на отримання довгострокового дозволу на проживання в розмірі 57 євро, який називається D- картка, але специфічна для Brexit.

### Болгарія
Болгарія запропонувала б жителям Великої Британії ті ж права, що й громадянам ЄС, але вимагала від них перереєстрації. 

### Хорватія
Хорватія запропонувала б британцям безкоштовну заявку на тимчасове проживання, яку можна було б оновити після Brexit без угоди до посвідчення особи резидента вартістю 79,50 кун. Постійне проживання є варіантом для людей, які пробули там 5 і більше років.

### Кіпр
Британська влада порадила британським громадянам реєструватися в місцевих органах влади.

### Чехія
Чехи мали найбільш щедрі пропозиції з проектом закону про надання 8 000 британців, які проживають у країні, звільнення від звичайних імміграційних законів на 21 місяць до кінця 2020 року. Ця пропозиція спирається на взаємність для 40 000 чеських громадян, які проживають у Британії.

### Франція
Франція вважала, що Brexit без угоди (франц. «sortie sèche») відбудеться, оскільки угода про вихід не була ратифікована.[джерело?]
Відповідно, було розглянуто 200 заходів, у тому числі можливість для уряду приймати та скасовувати закони за допомогою ордонансу (приблизно еквівалентно законодавчому документу).
Права британських громадян, які проживають у Франції, регулюються ордонансом від 6 лютого 2019 року та декретами (указами) від 2 і 3 квітня 2019 року. Це включало 12-місячний період, припускаючи взаємність, щоб дозволити британським громадянам продовжувати жити у Франції без титру де сєжур. Після цього вони повинні мати carte de résident (10-річний дозвіл на проживання), якщо вони прожили у Франції більше п'яти років, інакше один із титрів.
Прикордонний контроль був би можливий завдяки ордонансу та декрету від 23 січня 2019 року та ордонансу від 27 березня 2019 року про встановлення прикордонних перевірок. 
Ордонанс від 30 січня 2019 року дозволив продовжити переміщення оборонних товарів між Францією та Сполученим Королівством. 

### Німеччина
Німеччина запропонувала б британським громадянам три місяці, щоб подати заяву на дозвіл на проживання. Німеччина також найняла 900 додаткових співробітників митниці

### Греція
У липні Греція зрозуміла, що «обрання Бориса Джонсона прем'єр-міністром Великої Британії створює умови для безладного Brexit». З цієї причини, за словами Варвіціотіса, Греція хотіла виправити «список із сотень невирішених питань, які ми повинні розглянути, тому що, якщо вони не охоплені загальною угодою між ЄС і Великою Британією, усі ці угоди повинні бути складені на двосторонній основі, на національному рівні». Він хотів, щоб усі дії поважали як «стосунки, які ми маємо, так і стосунки, які ми будемо будувати з цього моменту».

### Республіка Ірландія
Очікувалося, що Brexit без угоди серйозно вплине на економіки обох частин Ірландії. ЄС планував забезпечити підтримку економіки Республіки Ірландія під час кризи за допомогою «величезного пакету допомоги» з резервного фонду. 22 липня 2019 року дипломат ЄС сказав The Times, що блок «витратить все необхідне», щоб підтримати уряд Ірландії в разі будь-якого порушення торгівлі. За словами тодішнього британського міністра з питань Brexit Стіва Барклая, 40 % матеріальної торгівлі Республіки з континентальною Європою проходило через Дувр/Кале, що (за сценарієм без угоди) було серйозно порушено. 
21 березня 2019 року Імонн О'Рейлі, генеральний директор Дублінського порту, заявив, що порт «наскільки готовий» до Brexit без угоди з 8 гектарами (20 акрів), виділеними на випадок .

### Польща
Польща запланувала законопроєкт, який запропонує британцям, які проживають у Польщі, відстрочку від Brexit без угоди опівночі 29-30 березня 2019 року до 30 березня 2020 року, щоб захистити свої права шляхом отримання дозволу на тимчасове проживання або постійного проживання в Польщі. [джерело?]Тереза Мей сказала: «Майже 1 мільйон поляків живуть у Британії. Ось чому забезпечення прав поляків та інших громадян ЄС було моїм пріоритетом у переговорах щодо Brexit». 
Картка відрізнялася б від звичайного дозволу на проживання, будучи карткою «Brexit». 

### Іспанія
Іспанія створила 42-сторінковий документ англомовних королівських указів, який містить кілька розділів:
1. «Загальні положення»: мета Королівського указу-закону, механізм взаємності, тимчасовий характер, можливе продовження
2. «Громадяни» встановлюють положення, що стосуються громадян, які вимагають термінового прийняття
3. «Міжнародне поліцейське та судове співробітництво» регулює міжнародне поліцейське та судове співробітництво, включаючи деякі закони та документи, які припиняють свою дію
4. «Господарська діяльність» з 4 підрозділів
5. «Транспорт» включає положення про наземний транспорт [59]

### Швеція
Уряд Швеції прийняв певні перехідні правила, щоб полегшити перебування британських громадян у Швеції у разі виходу без угоди або якщо угода буде схвалена надто пізно, щоб бути законодавчою. Більшість із них були дійсні протягом одного року.
- Громадянам Великої Британії та членам їхніх сімей не потрібен був дозвіл на проживання та роботу, вони були звільнені від плати за навчання в університетах і коледжах Швеції, куди вони були зараховані після Brexit, а діти без дозволу на проживання могли продовжувати відвідувати шведські школи.
- Британські водійські права були дійсні для жителів Швеції протягом одного року після Brexit, але простий обмін на шведські водійські права не був включений, тому люди повинні зробити це до Brexit.
- Громадяни Швеції у Великій Британії можуть отримувати пенсії, витрати на медичне обслуговування та інші соціальні виплати зі Швеції протягом 2019 року.[60]

## Готовність ЄЕЗ до ЄАВТ
Оскільки «угода про відокремлення від ЄЕЗ, ЄАВТ та Великої Британії» застосовуватиметься лише в тому випадку, якщо між ЄС і Великою Британією буде укладено Угоду про вихід, також було укладено угоду про відсутність угоди: Згідно з gov.uk, «Угода про права громадян ЄЕЗ ЄАВТ без угоди» була угодою про права громадян із країнами ЄЕЗ ААВТ для захисту прав громадян Великої Британії та ЄЕЗ ЄАВТ, які вирішили називати країни один одного домом. Це набуло б чинності за сценарію відсутності угоди.
Офіційна назва цієї угоди була «Угода про домовленості щодо прав громадян між Ісландією, Князівством Ліхтенштейн, Королівством Норвегія та Сполученим Королівством Великої Британії та Північної Ірландії після виходу Сполученого Королівства з Європейського Союзу та Угода про ЄЕЗ». 

## Позиції інших країн щодо Brexit без угоди

### Сполучені Штати
Brexit без угоди був рішуче підтриманий адміністрацією Трампа. Радник США з національної безпеки Джон Р. Болтон сказав британському прем'єр-міністру Борису Джонсону, що президент Трамп хоче побачити успішний вихід Великої Британії з Європейського Союзу. Brexit без угоди також міг би запропонувати можливий перехід британського узгодження з правилами США, а не правил ЄС .
Однак спікер Палати представників Ненсі Пелосі (лідер демократичної більшості в Конгресі) заявила, що Палата відмовиться ратифікувати будь-яку угоду про вільну торгівлю між США та Великою Британією, якщо стабільність Угоди Страсної п'ятниці буде під загрозою.
Александра Хол Холл, радник з питань Brexit у посольстві Великої Британії у Вашингтоні, округ Колумбія, пішла у відставку, оскільки відчувала, що її попросили «торгувати напівправдою від імені уряду, якому я не довіряю».[джерело?] Холл Холл заявив: «Мене дедалі більше розчаровує те, як наші політичні лідери намагаються здійснити Brexit, не бажаючи чесно вирішувати, навіть із нашими власними громадянами, виклики та компроміси, які передбачає Brexit; використання введення в оману або нещирі аргументи щодо наслідків різних варіантів, які ми пропонуємо; і певна поведінка по відношенню до наших інституцій, яка, якби це відбувалося в іншій країні, майже напевно, як дипломати, ми б отримали вказівки врахувати нашу стурбованість».

## Подальші переговори щодо угоди про вільну торгівлю
Зазвичай припускають, що Велика Британія та ЄС хотіли б домовитися про угоду про вільну торгівлю. Домінік Рааб, міністр закордонних справ і перший державний секретар Великої Британії, вважав, що Велика Британія зможе краще вести переговори про ЗВТ з ЄС після Brexit без угоди. Однак Інститут уряду не погодився, зазначивши, що переговори в цьому випадку відбуватимуться не за умовами статті 50, а за угодами ЄС про «треті країни», які «відбуваються на іншій правовій основі з більш складним процесом і вимогами до ратифікації, тобто ймовірно, передбачатиме ратифікацію в усіх 27 парламентах держав-членів».